# Synagogue de Felsberg
 (janvier 2025).
La Synagogue de Felsberg est une synagogue située dans la Ritterstraße, dans la ville de Felsberg, dans le Nord de la Hesse. arrondissement de Schwalm-Eder.

## Histoire
Depuis 1842, la communauté israélite de Felsberg a fait des demandes pour la construction d'une nouvelle synagogue. Il fallut trois ans pour choisir le terrain à l'est de la Ritterstraße. En raison des différences de niveau sur le terrain, l'école, le logement de l'enseignant et le bain rituel n'ont pas été installés dans le même bâtiment. Il est probable que ces fonctions aient été placées dans la maison « Pflüger'schen ». Le premier projet de synagogue a été profondément remanié à l'initiative du rabbin de district et de la communauté israélite. Même pendant le processus de construction, des adaptations ont été apportées. La synagogue a été construite jusqu'en 1847 dans le style néo-roman. La planification de la construction a été confiée à l'architecte Georg Peter Wilhelm Augener, originaire de Melsungen. Le bâtiment était l'une des rares synagogues de Hesse à ne pas être construite en colombage.

## Utilisation actuelle
À partir de 2010, une communauté juive s'est à nouveau formée à Felsberg. À partir de 2016, le bâtiment, qui n'avait pas encore été rénové à l'époque, a de nouveau servi aux rituels juifs et aux manifestations culturelles. À partir de 2020, à l'initiative d'Annette et Christopher Willing, la reconstruction de l'aspect d'origine a commencé, tant à l'intérieur que sur la façade : le ciel étoilé peint à l'origine sur le plafond de la salle de prière a ainsi été réaménagé et la tribune d'origine a été installée. La mise à jour de la façade en grès, modifiée dans les années 1950 avec un enduit de béton, s'est avérée particulièrement complexe. Les ouvertures de fenêtres d'origine ont été rétablies.